# Piezochaerus monnei
Piezochaerus monnei är en skalbaggsart som beskrevs av Jose R.M. Mermudes 2008. Piezochaerus monnei ingår i släktet Piezochaerus och familjen långhorningar. Inga underarter finns listade i Catalogue of Life.